# FK Hvězda Cheb
El FK Hvězda Cheb es un equipo de fútbol de la República Checa que juega en la Czech 4. liga, la cuarta liga de fútbol más importante del país.

## Historia
Fue fundado en el año 1951 en la ciudad de Cheb con el nombre VSJ Sokolovo Cheb y han tenido varios nombres a lo largo de su historia, los cuales han sido:
- 1951 : VSJ Sokolovo Cheb
- 1952 : DSO Rudá Hvězda Cheb
- 1966 : VTJ Dukla Hraničář Cheb
- 1972 : TJ Rudá Hvězda Cheb (RH Cheb)
- 1990 : SKP Union Cheb
- 1994 : FC Union Cheb
- 2011 : FK Hvězda Cheb[1]

Jugó en la Primera División de Checoslovaquia en 13 temporadas entre 1979 y la última en 1992, jugando 480 partidos.
Posteriormente el club comenzó a tener problemas financieros luego de la separación de Checoslovaquia, que lo llevaron a la bancarrota en 1996 tras haber jugado 3 temporadas en la Gambrinus liga, en la cual tuvo un cuarto lugar en la temporada 1993/94. Fue refundado en el año 2001 y hasta el momento han disputado dos torneos continentales: la Copa Mitropa de 1980 y la Copa Intertoto de 1981, en la cual ganaron su grupo.

## Palmarés
- Karlovarský kraj: 1

2012/13
- Copa Intertoto: 1

1981

## Jugadores
Jugadores que han jugado para República Checa y Checoslovaquia:
- Jozef Chovanec, 1979–1981, 52 apariciones, 4 goles
- Vladimír Hruška, 1979–1981, 3 apariciones, 1 gol
- Zdeněk Koubek, 1979–1983, 5 capariciones
- Pavel Kuka, 1987–1989, 89 apariciones
- Radim Nečas, 1995–2000, 4 apariciones
- Lubomír Pokluda 1979 - 1984, 4 apariciones, campeón olímpico en 1980
- Petr Samec, 1992–1995, 9 apariciones, 2 goles
- Horst Siegl, 1989–1990, 23 apariciones, 7 goles
- Jaroslav Šilhavý, 1990–1991, 4 apariciones